# Temporada 1982 de las Grandes Ligas de Béisbol
La Temporada 1982 de las Grandes Ligas de Béisbol comenzó el 5 de abril y finalizó cuando St. Louis Cardinals derrotó en 7 juegos a Milwaukee Brewers en la Serie Mundial.

## Premios y honores
- MVP
  - Robin Yount, Milwaukee Brewers (AL)
  - Dale Murphy, Atlanta Braves (NL)
- Premio Cy Young
  - Pete Vuckovich, Milwaukee Brewers (AL)
  - Steve Carlton, Philadelphia Phillies (NL)
- Novato del año
  - Cal Ripken, Jr., Baltimore Orioles (AL)
  - Steve Sax, Los Angeles Dodgers (NL)

## Temporada Regular
Liga Americana
| División Este     | División Este | División Este | División Este | División Este | División Este | División Este |
| Equipo            | V             | D             | CTE           | JD            | LOCAL         | VISITA        |
| ----------------- | ------------- | ------------- | ------------- | ------------- | ------------- | ------------- |
| Milwaukee Brewers | 95            | 67            | 0.586         | —             | 48–34         | 47–33         |
| Baltimore Orioles | 94            | 68            | 0.580         | 1             | 53–28         | 41–40         |
| Boston Red Sox    | 89            | 73            | 0.549         | 6             | 49–32         | 40–41         |
| Detroit Tigers    | 83            | 79            | 0.512         | 12            | 47–34         | 36–45         |
| New York Yankees  | 79            | 83            | 0.488         | 16            | 42–39         | 37–44         |
| Cleveland Indians | 78            | 84            | 0.481         | 17            | 41–40         | 37–44         |
| Toronto Blue Jays | 78            | 84            | 0.481         | 17            | 44–37         | 34–47         |

| División Oeste     | División Oeste | División Oeste | División Oeste | División Oeste | División Oeste | División Oeste |
| Equipo             | V              | D              | CTE            | JD             | LOCAL          | VISITA         |
| ------------------ | -------------- | -------------- | -------------- | -------------- | -------------- | -------------- |
| California Angels  | 93             | 69             | 0.574          | —              | 52–29          | 41–40          |
| Kansas City Royals | 90             | 72             | 0.556          | 3              | 56–25          | 34–47          |
| Chicago White Sox  | 87             | 75             | 0.537          | 6              | 49–31          | 38–44          |
| Seattle Mariners   | 76             | 86             | 0.469          | 17             | 42–39          | 34–47          |
| Oakland Athletics  | 68             | 94             | 0.420          | 25             | 36–45          | 32–49          |
| Texas Rangers      | 64             | 98             | 0.395          | 29             | 38–43          | 26–55          |
| Minnesota Twins    | 60             | 102            | 0.370          | 33             | 37–44          | 23–58          |

Liga Nacional  
| División Este         | División Este | División Este | División Este | División Este | División Este | División Este |
| Equipo                | V             | D             | CTE           | JD            | LOCAL         | VISITA        |
| --------------------- | ------------- | ------------- | ------------- | ------------- | ------------- | ------------- |
| St. Louis Cardinals   | 92            | 70            | 0.568         | —             | 46–35         | 46–35         |
| Philadelphia Phillies | 89            | 73            | 0.549         | 3             | 51–30         | 38–43         |
| Montreal Expos        | 86            | 76            | 0.531         | 6             | 40–41         | 46–35         |
| Pittsburgh Pirates    | 84            | 78            | 0.519         | 8             | 42–39         | 42–39         |
| Chicago Cubs          | 73            | 89            | 0.451         | 19            | 38–43         | 35–46         |
| New York Mets         | 65            | 97            | 0.401         | 27            | 33–48         | 32–49         |

| División Oeste       | División Oeste | División Oeste | División Oeste | División Oeste | División Oeste | División Oeste |
| Equipo               | V              | D              | CTE            | JD             | LOCAL          | VISITA         |
| -------------------- | -------------- | -------------- | -------------- | -------------- | -------------- | -------------- |
| Atlanta Braves       | 89             | 73             | 0.549          | —              | 42–39          | 47–34          |
| Los Angeles Dodgers  | 88             | 74             | 0.543          | 1              | 43–38          | 45–36          |
| San Francisco Giants | 87             | 75             | 0.537          | 2              | 45–36          | 42–39          |
| San Diego Padres     | 81             | 81             | 0.500          | 8              | 43–38          | 38–43          |
| Houston Astros       | 77             | 85             | 0.475          | 12             | 43–38          | 34–47          |
| Cincinnati Reds      | 61             | 101            | 0.377          | 28             | 33–48          | 28–53          |

## Postemporada
|  | Campeonato de la Liga | Campeonato de la Liga | Campeonato de la Liga |   |    | Serie Mundial     | Serie Mundial | Serie Mundial |
|  |                       |                       |                       |   |    |                   |               |               |
|  | Este                  | Milwaukee Brewers     | 3                     |   |    |                   |               |               |
|  | Oeste                 | California Angels     | 2                     |   |    |                   |               |               |
|  |                       |                       |                       |   | AL | Milwaukee Brewers | 3             |               |
|  |                       | NL                    | St. Louis Cardinals   | 4 |    |                   |               |               |
|  | Este                  | St. Louis Cardinals   | 3                     |   |    |                   |               |               |
|  | Oeste                 | Atlanta Braves        | 0                     |   |    |                   |               |               |

|                                           |
| Campeón St. Louis Cardinals Noveno Título |

## Líderes de la liga

### Liga Americana
Líderes de Bateo 
| Categoría           | Jugador                      | Equipo  | Marca |
| ------------------- | ---------------------------- | ------- | ----- |
| Porcentaje de bateo | Willie Wilson                | KCR     | .332  |
| Cuadrangulares      | Reggie Jackson Gorman Thomas | CAL MIL | 39    |
| Carreras Impulsadas | Hal McRae                    | KCR     | 133   |
| Carreras Anotadas   | Paul Molitor                 | MIL     | 136   |
| Hits                | Robin Yount                  | MIL     | 210   |
| Robo de Bases       | Rickey Henderson             | OAK     | 130   |

Líderes de Pitcheo 
| Categoría         | Jugador                  | Equipo  | Marca |
| ----------------- | ------------------------ | ------- | ----- |
| Victorias         | LaMart Hoyt              | CHW     | 19    |
| Derrotas          | Frank Tanana Matt Keough | TEX OAK | 18    |
| ERA               | Rick Sutcliffe           | CLE     | 2.96  |
| Ponches           | Floyd Bannister          | SEA     | 209   |
| Entradas Lanzadas | Dave Stieb               | TOR     | 288.1 |
| Juegos salvados   | Dan Quisenberry          | KCR     | 35    |

### Liga Nacional
Líderes de Bateo 
| Categoría           | Jugador               | Equipo  | Marca |
| ------------------- | --------------------- | ------- | ----- |
| Porcentaje de bateo | Al Oliver             | MON     | .331  |
| Cuadrangulares      | Dave Kingman          | NYM     | 37    |
| Carreras Impulsadas | Al Oliver Dale Murphy | MON ATL | 109   |
| Carreras Anotadas   | Lonnie Smith          | STL     | 120   |
| Hits                | Al Oliver             | MON     | 204   |
| Robo de Bases       | Tim Raines            | MON     | 78    |

Líderes de Pitcheo 
| Categoría         | Jugador       | Equipo | Marca |
| ----------------- | ------------- | ------ | ----- |
| Victorias         | Steve Carlton | PHI    | 23    |
| Derrotas          | Bruce Berenyi | CIN    | 18    |
| ERA               | Steve Rogers  | MON    | 2.40  |
| Ponches           | Steve Carlton | PHI    | 286   |
| Entradas Lanzadas | Steve Carlton | PHI    | 295.2 |
| Juegos salvados   | Bruce Sutter  | CHC    | 36    |